# گائل سانز
گائل سانز (انگلیسی: Gaël Sanz؛ زادهٔ ۱ مهٔ ۱۹۷۷) بازیکن فوتبال اهل فرانسه است.
از باشگاه‌هایی که در آن بازی کرده‌است می‌توان به باشگاه فوتبال لیل و باشگاه فوتبال تروا اشاره کرد.